# Mata Leão
Mata Leão est le quatrième album studio du groupe américain Biohazard, sorti le 25 juin 1996 chez Warner Records, leur deuxième et dernier album pour le label.

## Historique
L'album a été produit par Dave Jerden, essentiellement connu pour avoir produit des albums d'Alice in Chains et de Jane's Addiction. Il a été enregistré par le groupe en trois sessions après le départ du guitariste Bobby Hambel en 1995. Pendant tournée de promotion de l'album, l'ancien guitariste de Helmet, Rob Echiverria a pris sa place.
Les mots "mata leão" se traduisent par "tueur de lion" en portugais (également le nom d'une prise d'étranglement en capoieira et en Jiu-Jitsu brésilien ).
L'album est sorti en vinyle, cassette et CD. Certaines versions du CD sont livrées avec une O-Card.

## Ventes et réception critique
À sa sortie, il s'est classé n ° 170 sur le Billboard 200, c'est-à-dire beaucoup moins que son prédécesseur, State of the World Address (qui figurait au n ° 48), et a été un échec commercial, conduisant Warner Bros. à abandonner le groupe du label. Des vidéoclips pour " Authority " et " A Lot to Learn " ont été publiés pour promouvoir l'album.
Les critiques sont assez mitigées, et la déception, par rapport aux deux précédents albums est manifeste. L'absence des mélodies de Bobby Hambel y est pour beaucoup,,,.

## Liste des pistes
| 1.    | Authority              | 2:14 |
| 2.    | These Eyes (Have Seen) | 2:39 |
| 3.    | Stigmatized            | 1:51 |
| 4.    | Control                | 2:50 |
| 5.    | Cleansing              | 3:25 |
| 6.    | Competition            | 1:49 |
| 7.    | Modern Democracy       | 2:26 |
| 8.    | Better Days            | 1:49 |
| 9.    | Gravity                | 2:39 |
| 10.   | A Lot to Learn         | 1:29 |
| 11.   | Waiting to Die         | 3:06 |
| 12.   | A Way                  | 2:05 |
| 13.   | True Strengths         | 2:34 |
| 14.   | Thorn                  | 3:20 |
| 15.   | In Vain                | 4:04 |
| 38:23 |                        |      |

## Charts
| Album chart                     | Peak |
| ------------------------------- | ---- |
| U.S. Billboard                  | 170  |
| Australian Albums (ARIA Charts) | 80   |
| Austrian Album Charts           | 21   |
| Dutch Album Charts              | 53   |
| German Album Charts             | 35   |
| Swedish Album Charts            | 40   |
| UK Albums Chart                 | 72   |

## Membres
- Evan Seinfeld – basse, chant
- Billy Graziadei - guitare solo et rythmique, chant
- DJ Lethal – platines
- Danny Schuler – batterie, percussions